# Naucoria silvaenovae
Naucoria silvaenovae är en svampart som beskrevs av D.A. Reid 1984. Naucoria silvaenovae ingår i släktet skrälingar och familjen Strophariaceae.   Inga underarter finns listade i Catalogue of Life.